# Baetidae
Baetidae is een familie van haften (Ephemeroptera).

## Geslachten
De familie Baetidae omvat de volgende geslachten:
- Acanthiops Waltz & McCafferty, 1987
- Acentrella Bengtsson, 1912
- Acerobiella Gattolliat, 2012
- Acerpenna Waltz & McCafferty, 1987
- Adebrotus Lugo-Ortiz & McCafferty, 1995
- Adnoptilum Gattolliat & Monaghan, 2010
- Afrobaetodes Demoulin, 1970
- Afroptilum Gillies, 1990
- Alainites Waltz & McCafferty, 1994
- Americabaetis Kluge, 1992
- Anafroptilum Kluge, 2011
- Andesiops Lugo-Ortiz & McCafferty, 1999
- Apobaetis Day, 1955
- Asiobaetodes Gattolliat, 2012
- Aturbina Lugo-Ortiz & McCafferty, 1996
- Baetiella Uéno, 1931
- Baetis Leach, 1815
- Baetodes Needham & Murphy, 1924
- Baetopus Keffermuller, 1960
- Barbaetis Waltz & McCafferty, 1985
- Barnumus McCafferty & Lugo-Ortiz, 1998
- Bugilliesia Lugo-Ortiz & McCafferty, 1996
- Bungona Harker, 1957
- Callibaetis Eaton, 1881
- Camelobaetidius Demoulin, 1966
- Centroptiloides Lestage, 1918
- Centroptilum Eaton, 1869
- Chane Nieto, 2003
- Cheleocloeon Wuillot & Gillies, 1993
- Chopralla Waltz & McCafferty, 1987
- Cloeodes Traver, 1938
- Cloeon Leach, 1815
- Corinnella Thomas & Dominique, 2006
- Crassabwa Lugo-Ortiz & McCafferty, 1996
- Cryptonympha Lugo-Ortiz & McCafferty, 1998
- Dabulamanzia Lugo-Ortiz & McCafferty, 1996
- Delouardus Lugo-Ortiz & McCafferty, 1999
- Demoreptus Lugo-Ortiz & McCafferty, 1997
- Demoulinia Gillies, 1990
- Dicentroptilum Wuillot & Gillies, 1994
- Diphetor Waltz & McCafferty, 1987
- Echinobaetis Mol, 1989
- Edmulmeatus Lugo-Ortiz & McCafferty, 1997
- Edmundsiops Lugo-Ortiz & McCafferty, 1999
- Fallceon Waltz & McCafferty, 1987
- Glossidion Lugo-Ortiz & McCafferty, 1998
- Gratia Thomas, 1992
- Guajirolus Flowers, 1985
- Guloptiloides Gattolliat & Sartori, 2000
- Harpagobaetis Mol, 1986
- Herbrossus McCafferty & Lugo-Ortiz, 1998
- Heterocloeon McDunnough, 1925
- Indobaetis Muller-Liebenau & Morihara, 1982
- Indocloeon Muller-Liebenau, 1982
- Jubabaetis Muller-Liebenau, 1980
- Kirmaushenkreena McCafferty, 2011
- Kivuiops Lugo-Ortiz & McCafferty, 2007
- Labiobaetis Novikova & Kluge, 1987
- Liebebiella Waltz & McCafferty, 1987
- Lugoiops McCafferty & Baumgardner, 2003
- Madaechinopus Gattolliat & Jacobus, 2010
- Mayobaetis Waltz & McCafferty, 1985
- Micksiops McCafferty, Lugo-Ortiz & Barber-James, 1997
- Monocentroptilum Kluge, 2018[1]
- Moribaetis Waltz & McCafferty, 1985
- Mutelocloeon Gillies & Elouard, 1990
- Mystaxiops McCafferty & Sun, 2005
- Nanomis Lugo-Ortiz & McCafferty, 1999
- Nesoptiloides Demoulin, 1973
- Nigrobaetis Novikova & Kluge, 1987
- Offadens Lugo-Ortiz & McCafferty, 1998
- Ophelmatostoma Waltz & McCafferty, 1987
- Papuanatula Lugo-Ortiz & McCafferty, 1999
- Paracloeodes Day, 1955
- Parakari Nieto & Derka, 2011
- Peuhlella Lugo-Ortiz & McCafferty, 1998
- Platybaetis Muller-Liebenau, 1980
- Plauditus Lugo-Ortiz & McCafferty, 1998
- Prebaetodes Lugo-Ortiz & McCafferty, 1996
- Procloeon Bengtsson, 1915
- Promatsumura Hubbard, 1988
- Pseudocentroptiloides Jacob, 1987
- Pseudocentroptilum Bogoescu, 1947
- Pseudocloeon Klapálek, 1905
- Pseudopannota Waltz & McCafferty, 1987
- Raptobaetopus Muller-Liebenau, 1978
- Rheoptilum Gattolliat, 2001
- Rhithrocloeon Gillies, 1985
- Rivudiva Lugo-Ortiz & McCafferty, 1998
- Scutoptilum Gattolliat, 2002
- Securiops Jacobus, McCafferty & Gattolliat, 2006
- Spiritiops Lugo-Ortiz & McCafferty, 1998
- Susua Lugo-Ortiz & McCafferty, 1998
- Symbiocloeon Müller-Liebenau, 1979
- Takobia Novikova & Kluge, 1987
- Tanzaniops McCafferty & Barber-James, 2005
- Tenuibaetis Kang & Yang, 1994
- Thraulobaetodes Elouard & Hideux, 1991
- Tomedontus Lugo-Ortiz & McCafferty, 1995
- Tupiara Salles, Lugo-Ortiz, Da-Silva & Francischetti, 2003
- Varipes Lugo-Ortiz & McCafferty, 1998
- Waltzoyphius McCafferty & Lugo-Ortiz, 1995
- Waynokiops Hill, Pfeiffer & Jacobus, 2010
- Xyrodromeus Lugo-Ortiz & McCafferty, 1997
- Zelusia Lugo-Ortiz & McCafferty, 1998

## In Nederland voorkomende soorten
- Genus: Baetis
  - Baetis buceratus - (Kromtang-bruinoog)
  - Baetis fuscatus - (Geeloog)
  - Baetis muticus - (Gevorkte drieader)
  - Baetis niger - (Geeloogtweeader)
  - Baetis rhodani - (Bleekringbruinoog)
  - Baetis scambus - (Kleine bruinoog)
  - Baetis vernus - (Grootoog)
- Genus: Centroptilum
  - Centroptilum luteolum - (Scherpe spoorvleugel)
- Genus: Cloeon
  - Cloeon dipterum - (Gewone tweevleugel)
  - Cloeon simile - (Ringoogtweevleugel)
- Genus: Procloeon
  - Procloeon bifidum - (Grootoog-tweevleugel)